# Lista siturilor arheologice din județul Ialomița - D
Lista siturilor arheologice din județul Ialomița - D conține toate siturile arheologice din județul Ialomița înscrise în Repertoriul Arheologic Național (RAN) și aflate în localități al căror nume începe cu litera D. RAN este administrat de Ministerul Culturii și Patrimoniului Național și cuprinde date științifice, cartografice, topografice, imagini și planuri, precum și orice alte informații privitoare la zonele cu potențial arheologic, studiate sau nu, încă existente sau dispărute.
Puteți căuta un sit din localitățile care încep cu litera D folosind formularul de mai jos sau puteți naviga prin toate siturile din județ la Lista siturilor arheologice din județul Ialomița.
| Cod RAN                                   | Denumire | Localitate                     | Adresă      | Datare             | Descoperit | Coordonate                                    | Imagine           | Erori            |
| ----------------------------------------- | --- | ------------------------------ | ----------- | ------------------ | ---------- | --------------------------------------------- | ----------------- | ---------------- |
| 102712.01.01 (Cod LMI: IL-I-m-A-14040.03) | Situl arheologic de la Dridu - "La Metereze" / ansamblu anonim (Categorie: locuire civilă) (Tip: Așezare)         | sat Dridu, comuna Dridu        | La Metereze |                    |            | 44°43′18″N 26°28′56″E / 44.72167°N 26.48222°E | Încărcați imagine | Raportați eroare |
| 102712.01.02 (Cod LMI: IL-I-m-A-14040.02) | Situl arheologic de la Dridu - "La Metereze" / ansamblu anonim (Categorie: locuire civilă) (Tip: Așezare)         | sat Dridu, comuna Dridu        | La Metereze | Dridu sec. IX - XI |            | 44°43′18″N 26°28′56″E / 44.72167°N 26.48222°E | Încărcați imagine | Raportați eroare |
| 102712.01.03 (Cod LMI: IL-I-m-A-14040.01) | Situl arheologic de la Dridu - "La Metereze" / ansamblu anonim (Categorie: locuire civilă) (Tip: Așezare)         | sat Dridu, comuna Dridu        | La Metereze | sec. XIII - XVIII  |            | 44°43′18″N 26°28′56″E / 44.72167°N 26.48222°E | Încărcați imagine | Raportați eroare |
| 102712.01.04 (Cod LMI: IL-I-s-A-14040)    | Situl arheologic de la Dridu - "La Metereze" / ansamblu anonim (Categorie: locuire civilă) (Tip: Șanț de apărare) | sat Dridu, comuna Dridu        | La Metereze | sec. VII - XI      |            | 44°43′18″N 26°28′56″E / 44.72167°N 26.48222°E | Încărcați imagine | Raportați eroare |
| 102712.01.05 (Cod LMI: IL-I-s-A-14040)    | Situl arheologic de la Dridu - "La Metereze" / ansamblu anonim (Categorie: locuire civilă) (Tip: necropola)       | sat Dridu, comuna Dridu        | La Metereze |                    |            | 44°43′18″N 26°28′56″E / 44.72167°N 26.48222°E | Încărcați imagine | Raportați eroare |
| 102721.01.01 (Cod LMI: IL-I-s-B-14041)    | Așezarea din epoca bronzului de la Dridu-Snagov / ansamblu anonim (Categorie: locuire civilă) (Tip: Așezare)      | sat Dridu-Snagov, comuna Dridu |             |                    |            | 44°43′03″N 26°27′02″E / 44.7175°N 26.45056°E  | Încărcați imagine | Raportați eroare |